# United Front Games
United Front Games was een Canadees computerspelontwikkelaar gevestigd in Vancouver.
Eind 2016 werd bekend dat United Front Games is opgeheven.

## Ontwikkelde spellen
| Release | Titel                             | Platform                                   | Noot                                                     |
| ------- | --------------------------------- | ------------------------------------------ | -------------------------------------------------------- |
| 2010    | ModNation Racers                  | PlayStation 3                              |                                                          |
| 2012    | Sleeping Dogs                     | PlayStation 3, Windows, Xbox 360           |                                                          |
| 2012    | LittleBigPlanet Karting           | PlayStation 3                              | Mede-ontwikkeld door Media Molecule                      |
| 2014    | Tomb Raider: Definitive Edition   | Xbox One                                   | Geporteerd naar de originele versie van Crystal Dynamics |
| 2014    | Sleeping Dogs: Definitive Edition | PlayStation 4, Microsoft Windows, Xbox One |                                                          |

### Geannuleerd
| Titel      | Platform                                                  |
| ---------- | --------------------------------------------------------- |
| Smash+Grab | Windows                                                   |
| Triad Wars | PlayStation 3, PlayStation 4, Windows, Xbox 360, Xbox One |